# Eric Meijers

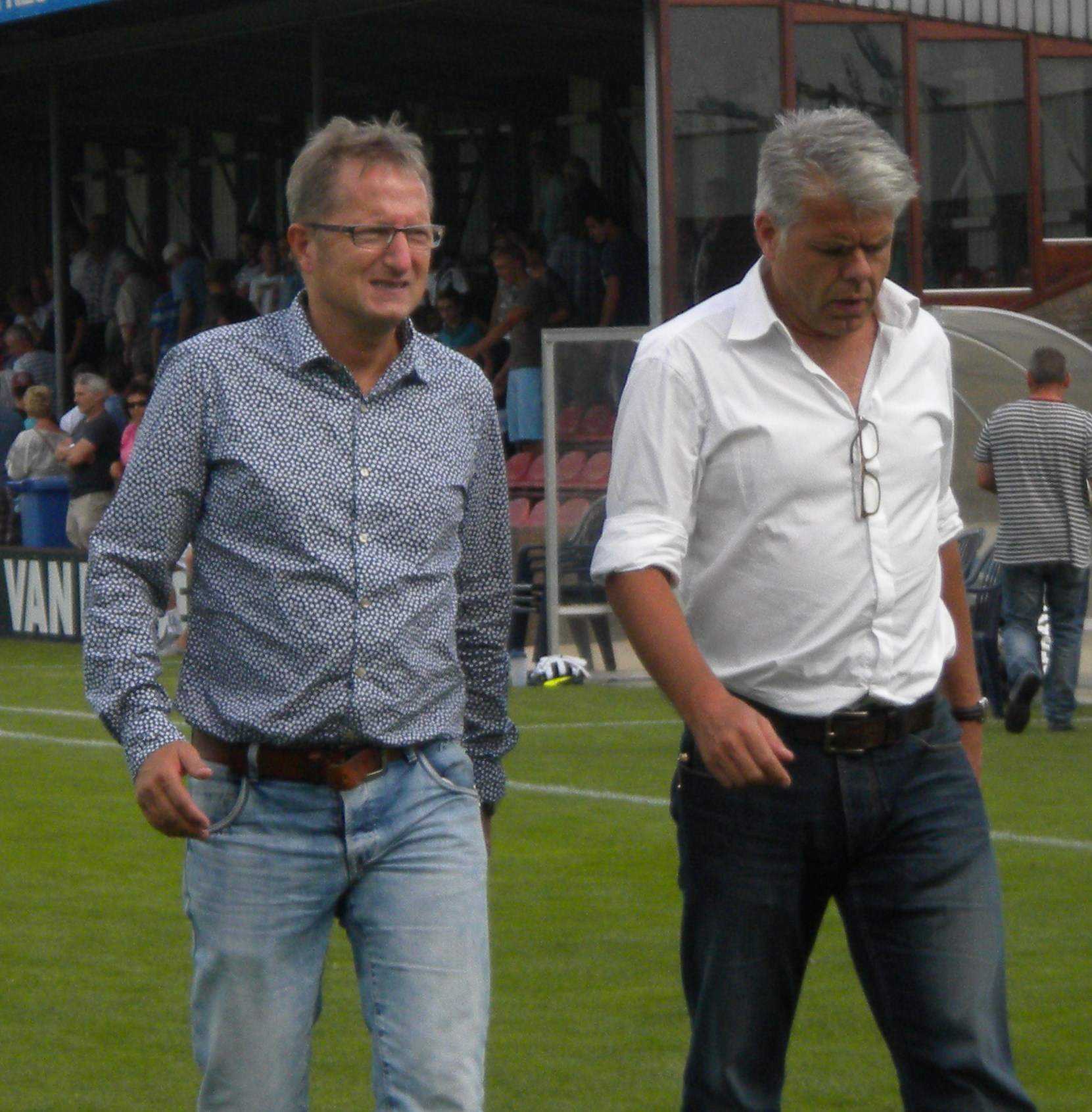
Eric Meijers in 2014 als hoofdtrainer van JVC Cuijk met zijn voormalige assistent-trainer Frans Derks van Achilles '29

Eric Meijers (Nijmegen, 6 augustus 1963) is een Nederlands voetbalcoach en voormalig amateurvoetballer. Bij SV Hatert maakte hij zowel als speler en als trainer de opmars van de club naar de Hoofdklasse mee. Zijn grootste successen behaalde de Nijmegenaar als trainer. Na tien jaar aan het roer te hebben gestaan bij Achilles '29 was hij tot september 2013 eindverantwoordelijke bij Helmond Sport. Tijdens het seizoen 2014/15 was hij hoofdtrainer bij JVC Cuijk, in 2015 keerde hij terug naar Achilles '29. Na het faillissement in het voorjaar van 2018 trad Meijers per direct af als trainer. In het najaar werd de documentaire Voetbal is oorlog uitgezonden over de periode waarin Achilles '29 onder Meijers draaide in de Jupiler League. Daarin deed Meijers bepaalde uitspraken die hem aandacht opleverden van de landelijke pers en waardoor hij in meerdere tv-shows mocht optreden. In november van 2018 vond Meijers met VVSB een nieuwe uitdaging in het amateurvoetbal.
Meijers was van 1988 tot 2012 werkzaam als administratief medewerker bij ZZG Zorggroep. Hij is de zoon van Pauke Meijers en broer van Paul Meijers. Beiden zijn oud-profvoetballers.
Tussen 2019 en 2021 was Meijers familiewoordvoerder rond de niet geheel opgeloste cold-casezaak rond de moord op de 85-jarige grootvader van zijn vrouw eind 1996.
Op 7 april 2022 verscheen zijn biografie Van kroonprins tot kutkeeper, geschreven door Danny van den Broek, journalist van De Gelderlander, die exact een jaar eerder overleed. De biografie werd afgemaakt door Omroep Gelderland journalist Jan Sommerdijk in samenwerking met Meijers.

## Loopbaan als speler
Meijers begon te voetballen bij Quick 1888 en ging later naar N.E.C.. Pim van de Meent koos toentertijd echter voor Carlos Aalbers op het middenveld in plaats van Meijers. Meijers ging, zonder te hebben gedebuteerd bij N.E.C., naar SV Hatert. Hij ging ook zaalvoetballen bij Depa Wijchen, werd tweemaal landskampioen en werd geselecteerd voor het Nederlands zaalvoetbalteam. In 1991 moest Meijers vanwege slijtage in zijn knie stoppen met voetballen bij beide clubs en een jaar later ging hij als 27-jarige aan de slag bij SV Hatert als trainer.

## Loopbaan als trainer

### Hatert en RKHVV
Bij SV Hatert zou hij in totaal 16 jaar actief zijn bij het eerste elftal, waarvan de laatste acht jaar als trainer. Hij verruilde S.V. Hatert in 1999 voor RKHVV, waar hij tot 2002 trainer van de ploeg uit Huissen bleef. Zijn grootste succes in deze periode was het winnen van de Districtsbeker Oost in 2001 met RKHVV en  promotie naar de Hoofdklasse met RKHVV in 2002.

### Achilles '29
In 2002 ging Meijers aan de slag bij het Groesbeekse Achilles '29, wat als doel had in de Hoofdklasse te overleven, wat sinds 1993 niet meer was gelukt. Meijers slaagde hier in en verraste vriend en vijand door het seizoen daarna zelfs op de tweede plaats te eindigen. Het seizoen hierna wist Achilles'29 niet hoog te eindigen, maar in 2006 werd Achilles'29 voor de tweede keer in de geschiedenis van de club kampioen in de Hoofdklasse.
Na een stabiele vijfde plaats in het seizoen 2006/07 kon Meijers toch terugkijken op een mooi resultaat. Na strafschoppen wist Achilles'29 in de KNVB beker namelijk FC Volendam te verslaan op het eigen Sportpark De Heikant. Dat de ploeg in de volgende ronde door Sparta Rotterdam werd verslagen met 0-4 kon de sfeer bih Achilles niet drukken, zeker niet nadat Achilles'29 onder Meijers wederom kampioen werd in de Hoofdklasse C  in het seizoen 2007/08. Dat het kampioenschap in de wacht werd gesleept op de eigen Heikant tegen  De Treffers op de laatste speeldag van het seizoen,  maakte het kampioenschap voor de aanhang des te mooier. Door zijn tweede kampioenschap werd hij al meteen de meest succesvolle coach van Achilles'29 in de geschiedenis. Bovendien werd in datzelfde jaar de districtsbeker Oost gewonnen voor de eerste keer in de geschiedenis.
In het zesde seizoen onder Meijers werd voor het eerst zowel een goed resultaat behaald in de KNVB beker als in de Hoofdklasse C zondag: RKC Waalwijk werd in het Mandemakers Stadion met 1-2 verslagen, waarna in de eerste 1/8 finale in de clubgeschiedenis de latere kampioen AZ met 3-0 won, en Achilles tweede werd achter WKE. Het volgende seizoen (2009/10), zouden de vijf beste clubs van alle Hoofdklassen zich plaatsen voor de Topklasse (voetbal). Achilles'29  eindigden in deze top vijf en in het seizoen 2010/11 werden ze tweede achter de gedradeerde en gedoodverfde favoriet: FC Oss, wat op de laatste speeldag Achilles'29 wisten te verslaan en zo promotie naar de Jupiler League veilig stelde. In de KNVB beker werd er dat seizoen weer gestunt: Heracles Almelo werd in Groesbeek na verlenging met 5-3 verslagen en in de tweede achtste finale werd er op De Heikant na een 2-2 stand met penalty's verloren van RKC Waalwijk. Bovendien wist Achilles'29 de districtsbeker Oost net als in 2008 te winnen. In tegenstelling tot drie jaar eerder wist Achilles'29 leiding van Meijers nu wel de KNVB beker voor amateurs te winnen. Hij slaagde op 17 februari 2020 voor het  hoogste trainersdiploma.
Als bekerwinnaar mocht Achilles '29 in augustus 2011 aantreden tegen landskampioen VV IJsselmeervogels om de Super Cup amateurs. IJsselmeervogels werd op De Westmaat met 1-2 verslagen. Het bleek slechts het begin van wederom een succesvol seizoen: in de KNVB beker werden Telstar en MVV Maastricht uitgeschakeld, in de 1/8 finale was Achilles'29n pas de verliezer, tegen Meijers' jeugdliefde N.E.C. werd het 3-0. In de Topklasse wist Achilles'29 de verwachtingen waar te maken door dominant kampioen te worden. Hierdoor werd Achilles direct voor het eerst kampioen van alle zondagclubs. Het mocht in mei 2012 tweemaal aantreden tegen zaterdagkampioen SV Spakenburg. Er werd met 3-0 en 0-2 gewonnen, waardoor Achilles'29 voor het eerst landskampioen werden, waardoor dit seizoen officieel het meest succesvolle seizoen in de clubgeschiedenis genoemd mag worden. Meijers won voor deze prestaties de Rinus Michels Award voor beste amateurcoach van het jaar.

### Helmond Sport
Meijers had al eerder aangegeven graag de stap naar het betaald voetbal te willen maken en had zelfs een clausule in zijn contract bij Achilles '29 opgenomen, waardoor hij naar een betaaldvoetbalclub kon vertrekken, mocht die mogelijkheid zich voordoen. Door zijn succesvolle prestaties werd Meijers al eerder in verband gebracht met FC Eindhoven, maar concrete interesse was er van Helmond Sport. Omdat deze club echter onder toezicht van de KNVB stond, was de club niet toegestaan een afkoopsom te betalen. Meijers wou een vertrek forceren door een zaak in te dienen bij de KNVB, maar na lang onderhandelen besloot Meijers de afkoopsom gedeeltelijk zelf te betalen, waardoor hij aan de slag kon bij Helmond Sport met een eenjarig contract. Meijers begon zijn carrière als coach in het betaald voetbal met vijf overwinningen op rij, waardoor Helmond Sport na vijf wedstrijden op de eerste plek stond, maar aanvankelijk de periodetitel misliep. Door de faillissementen van AGOVV Apeldoorn en SC Veendam kwam er echter nog verandering in de standen van de periodes, waardoor Helmond Sport alsnog de eerste periodetitel binnen wist te halen. Uiteindelijk werd de vierde positie behaald in de Eerste Divisie, enkel op doelsaldo achter Sparta Rotterdam. In de play-offs moest Helmond Sport het opnemen tegen Sparta, over twee wedstrijden was de score 3-5 in het voordeel van Sparta, waardoor Helmond werd uitgeschakeld.
Waar Meijers' eerste seizoen vlekkeloos begon, begon Helmond Sport in zijn tweede seizoen erg stroef. In de eerste zeven wedstrijden werd maar twee keer gewonnen, waarvan één tegen Meijers' vorige club, het inmiddels gepromoveerde Achilles '29. Na een 2-0-voorsprong in Groesbeek kreeg Helmond Sport twee tegendoelpunten en twee rode kaarten, maar wisten ze met negen man toch nog de overwinning over de lijn te slepen (2-3). Na de bekeruitschakeling tegen VV IJsselmeervogels en het verlies tegen Almere City FC werd het vertrouwen in Meijers door het bestuur opgezegd, ondanks een negende plaats.

### JVC Cuijk
Op 9 januari 2014 werd bekend dat Meijers vanaf het seizoen 2014/15 voor de groep zal staan als trainer van topklasser JVC Cuijk. Hier zal hij Piet de Kruif en Hans Kraay jr. opvolgen. Laatstgenoemde moest in verband met zijn werk voor SBS6 JVC Cuijk verruilen voor DOVO. Meijers tekende een tweejarig contract. Voor het begin van het seizoen was hij nog even in beeld als assistent bij N.E.C., maar zijn nieuwe werkgever en N.E.C kwamen er niet uit. Bij JVC begon Meijers goed en behaalde hij met 24 punten uit de eerste 10 wedstrijden de eerste periodetitel, waardoor de club in het volgende seizoen pas in de tweede ronde van de KNVB beker hoefde in te stromen. Meijers eindigde met JVC op de vijfde plaats, ondanks dat de club lang meestreed om het kampioenschap, dat naar FC Lienden ging.

### Terugkeer bij Achilles '29
Op 9 november 2014 werd bekend dat hij na het toen lopende seizoen zou terugkeren naar Achilles'29  om François Gesthuizen op te volgen, dat na zijn vertrek de overstap had gemaakt naar het betaald voetbal. In 2017 degradeerde hij met Achilles '29 naar de Tweede divisie. Nadat de club begin januari 2018 kampte met een faillissementsaanvraag voor de prof B.V. en de spelersgroep niet meer wilde trainen, stopte Meijers op 11 januari per direct als trainer van Achilles '29. Meijers kreeg in september 2018 landelijke bekendheid vanwege een trailer voor de documentaire Voetbal is oorlog over het degradatiejaar met Achilles '29.

### VVSB en Spakenburg
Begin november 2018 werd Meijers aangesteld als hoofdtrainer van VVSB dat uitkomt in de Tweede divisie. Met VVSB degradeerde hij naar de Derde divisie. In november 2019 maakte Meijers tussentijds de overstap naar SV Spakenburg, dat uitkomt in de Tweede divisie, waar hij John de Wolf opvolgt als hoofdtrainer. Op 8 november 2021 werd Meijers bij Spakenburg, dat zeventiende stond in de Tweede divisie, ontslagen.

### TEC en DUNO
Begin november 2022 werd Meijers toegevoegd aan de staf van trainer Hans van de Haar bij SV TEC, op dat moment de nummer 17 in de Tweede divisie. Vanaf het seizoen 2024/25 was Meijers trainer van VV DUNO, waar hij eind november 2024 stopte om per direct de overstap naar zijn oude club SV TEC te maken. 